# Ladies’ Alpine Club
Ladies’ Alpine Club – pierwsza organizacja zrzeszająca kobiety uprawiające alpinizm, założona w Londynie w 1907. Istniała do 1975, kiedy to połączyła się z brytyjskim Alpine Club.

## Historia

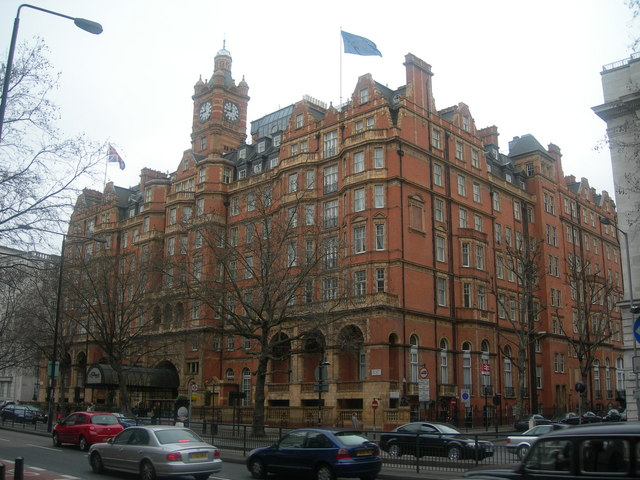
Budynek dawnego Great Central Hotel (Londyn) – mieszczącego w kilku pokojach pierwszą siedzibę LAC

Od lat 90. XIX wieku coraz więcej kobiet podejmowało w Alpach wyprawy wspinaczkowe, wiele z nich uprawiało alpinizm regularnie. W grudniu 1907 grupa brytyjskich kobiet alpinistek zebrała się w Londynie, by założyć stowarzyszenie, które by je reprezentowało w środowisku alpinistycznym. W formie miało być podobne do istniejącego od 1857 Alpine Club (AC), ale w tym od niego odmienne, że zrzeszałoby tylko ladies, podczas gdy Alpine Club w ogóle nie przyjmował kobiet ze względu na ich rzekome niedostatki fizyczne i psychiczne w zakresie uprawiania działalności wspinaczkowej. Pierwszą prezeską Ladies’ Alpine Club (LAC) została jedna z inicjatorek jego powstania, 47-letnia Elizabeth Le Blond, wybitna alpinistka, górska pisarka i fotografka, i za jej kadencji klub liczył 31 członkiń. Wcześniej tenże związek alpinistek istniał jako sekcja założonego w 1904 Lyceum Club, stowarzyszenia, do którego należały kobiety o szerokich zainteresowaniach kulturalnych; w 1907 sekcja wspinaczkowa uniezależniła się jako odrębna organizacja – LAC. Ladies’ Alpine Club wynajmował na swą siedzibę kilka pokoi w hotelu Great Central Hotel (obecnie pod nazwą The Landmark London) przy Marylebone Street w Londynie, tam też miały miejsce spotkania członkiń: comiesięczne wykłady, nieformalne spotykania na herbatę i doroczny uroczysty obiadu. Ten ostatni tak opisała jedna z uczestniczek:
To było wielkie wydarzenie z udziałem co najmniej 250 osób. Członkowie Alpine Club byli obecni en masse, a mowa – wygłoszona obowiązkowo przez jedną z pań z Ladies’ Club – kończyła się wzniesieniem toastu to the Alpine Club.
Ladies’ Alpine Club był co prawda całkowicie niezależny, ale przez niektórych i niektóre postrzegany jako podległy prestiżowemu i doświadczonemu Alpine Club (z siedzibą przy Sevile Row 23). Wiele z pierwszych członkiń LAC było siostrami, córkami, żonami członków Alpine Club, stąd nieskore były do antagonizowania stanowisk klubowych; sama Elisabeth Le Blond powiedziała w 1908: We feel our Club to be a child of the Alpine Club […] it is to its existence that our own little body owes its inception. Podczas pierwszego uroczystego obiadu, 7 grudnia 1908, prezes Alpine Club, Herman Woolley, wyraził poparcie dla nowej organizacji zaznaczając, że kobiety potrafią dokonywać „wspinaczek najwyższej klasy”. Poprzedni prezes Alpine Club, George F. Browne, dodał, że w swoim czasie optował za członkostwem kobiet, z czym, jak się okazało, zgadzała się właściwie większość członków klubu, ale w końcu postanowił nie narzucać tej kwestii „niechętnej mniejszości”. Członkowie Alpine Club po okresie sceptycznych zapatrywań na działalność Ladies’ Alpine Club zaczęli rewidować swoje podejście, zwłaszcza po tym, jak królowa Włoch Małgorzata Sabaudzka, sama zapalona alpinistka, przyjęła stanowisko honorowej prezeski. Mimo dobrych na pozór relacji między klubami przez wiele lat utrzymywała się pewna niechęć kolegów z Alpine Club wobec kobiet wspinaczek i alpinistek. Ellen Pigeon, która z siostrą Anną wspinała się intensywnie w Alpach przez dwie dekady do lat 90. XIX wieku, przyznała, że wcześniej wielu członków Alpine Club nawet nie chciało z nimi rozmawiać. Także pochodząca ze Stanów Zjednoczonych Fanny Bullock Workman, jedna z czołowych alpinistek tamtych czasów, uważała, że w Wielkiej Brytanii mężczyźni uprawiający wspinaczkę raczej nie są do niej przyjaźnie nastawieni. Niejakim potwierdzeniem tego nastawienia mogą być słowa wyrażone przez Johna P. Farrara, prezesa Alpine Club we wspomnieniu pośmiertnym o Fanny Bullock Workman:
Możliwe, że w pewnych kręgach powstało niejasne wrażenie, powiedzmy, nowości, gdy kobieta wkraczała w dziedzinę eksploracji zarezerwowaną jak dotąd dla mężczyzn. [...] Wcześnie zatem pojawiła się w wysoko sytuowanych i niewzruszonych kręgach atmosfera, nazwijmy to, dystansu?
Z wybuchem I wojny światowej pomieszczenia klubowe przejął na własny użytek War Department, ale w 1919 przywrócono je na działalność Ladies’ Alpine Club. W 1921 powstała kolejna organizacja skupiająca wspinaczki i alpinistki o nazwie Pinnacle Club, w tym jednak odmienna od Ladies’ Alpine Club, że był to pierwszy naprawdę ogólnonarodowy klub kobiet, a nie tylko ladies (the first truly national women’s club). Od lat istniały też inne kluby zrzeszające mężczyzn, jak Climbers' Club (od 1898) i Fell and Rock Climbing Club (od 1906). W 1944 utworzono British Mountaineering Council jako organizację patronacką reprezentującą sportowe interesy brytyjskich klubów wspinaczkowych i ich członków. Ladies’ Alpine Club był wśród 25 klubów, które przystąpiły do BMC i jednym z 11, które miały prawo wyznaczania spośród swego grona członków zarządu.

## Połączenie z Alpine Club
Członkowie Alpine Club poddali pod głosowanie w 1973 wniosek o udostępnienie członkostwa kobietom, ale nie uzyskał on wymaganej większości dwóch trzecich głosów; jednym ze stałych przeciwników tej idei był Bill Tilman, wybitny himalaista starszego pokolenia. Na dorocznym zebraniu plenarnym w maju 1974 członkowie AC mieli poprzez głosowanie zadecydować o ewentualnym włączeniu Ladies’ Alpine Club do Alpine Club; przeszedł on jednogłośnie. Było to naturalną konsekwencją decyzji podjętej na tym zebraniu plenarnym o dopuszczeniu kobiet do członkostwa w Alpine Club. Ustalono, że formalna fuzja klubów nastąpi 31 marca 1975, tj. wszystkie 138 członkiń Ladies’ Alpine Club znajdzie się na liście członkowskiej Alpine Club, a tym samym Ladies’ Alpine Club przestanie istnieć. Nie spotkało to się jednak z powszechną akceptacją członkiń Ladies’ Club i wkrótce potem w ramach protestu 37 z nich wycofało swoje członkostwo.

## „Ladies’ Alpine Club Journal”
Od 1913 klub wydawał sprawozdania klubowe „Annual Reports”, a dopiero od 1925 własne pismo klubowe. Do 1960 jego tytuł brzmiał „The Yearbook of the Ladies’ Alpine Club”, następnie od 1961 do 1975 nosił nazwę „Ladies’ Alpine Club Journal”. Po wcieleniu klubu alpinistek do Alpine Club ich własne pismo przestało się ukazywać, gdyż oficjalnym rocznikiem całego Alpine Club jest wydawany przez niego „Alpine Journal”. Jego wydania w latach 1976 do 1994 włącznie miały podtytuł „Incorporating the Journal of the Ladies’ Alpine Club”.

## Prezeski
Funkcję prezeski Ladies’ Alpine Club pełniły:
- 1907–1912: Mrs Aubrey Le Blond (1860–1934)
- 1913–1915: Lucy Walker (1836–1916)
- 1916–1919: Margaret Meyer (1862–1924)
- 1920–1922: Louise Nettleton (1874–1954)
- 1941–1943: Katie Gardiner (1885–1974)
- 1944−1946: Nea Morin (1905–1986)
- 1953–1955: Lady Chorley (1897–1986)
- 1956–1958: Una Cameron (1904–1987)
- 1970–1971: Dora de Beer (1891–1982)
- 1973–1975: Margaret Darvall (1911–1996)